# Élections législatives de 2022 des représentants des Français établis hors de France
Les élections législatives françaises de 2022 se déroulent à l'étranger les 5 —  soit une semaine plus tôt qu'en France, laissant deux semaines entre les deux tours pour des raisons logistiques — et 19 juin 2022. Toutefois, en raison des décalages horaires, les deux tours ont lieu les samedis 4 et 18 juin 2022 dans les première et deuxième circonscriptions. Les Français résidant à l'étranger seront représentés pour la troisième fois à l'Assemblée nationale.
Pour les Français établis hors de France, onze députés sont à élire dans le cadre de onze circonscriptions :  six députés pour les Français résidant en Europe, deux pour ceux résidant en Amérique, deux pour ceux résidant en Afrique et un pour ceux résidant en Asie ou en Océanie.

## Contexte

### Résultats de l'élection présidentielle de 2022 par circonscription
| Circonscription | 1er tour | 1er tour | 1er tour  | 1er tour | 1er tour | 1er tour |
| Circonscription | Macron   | Le Pen   | Mélenchon | Zemmour  | Pécresse | Jadot    |
| --------------- | -------- | -------- | --------- | -------- | -------- | -------- |
| Circonscription |          |          |           |          |          |          |
| 1re             | 46,89 %  | 3,93 %   | 21,56 %   | 7,78 %   | 3,72 %   | 9,45 %   |
| 2e              | 45,92 %  | 5,60 %   | 22,72 %   | 9,05 %   | 4,06 %   | 6,28 %   |
| 3e              | 49,74 %  | 2,59 %   | 22,08 %   | 5,10 %   | 3,88 %   | 9,94 %   |
| 4e              | 42,79 %  | 5,30 %   | 24,08 %   | 6,53 %   | 4,10 %   | 10,21 %  |
| 5e              | 38,79 %  | 8,94 %   | 19,50 %   | 11,95 %  | 4,79 %   | 7,85 %   |
| 6e              | 45,73 %  | 7,11 %   | 18,02 %   | 8,41 %   | 4,78 %   | 8,42 %   |
| 7e              | 51,05 %  | 3,32 %   | 18,82 %   | 5,14 %   | 3,37 %   | 11,11 %  |
| 8e              | 43,18 %  | 5,25 %   | 13,88 %   | 20,92 %  | 4,64 %   | 5,59 %   |
| 9e              | 38,26 %  | 4,89 %   | 39,78 %   | 6,21 %   | 3,20 %   | 3,10 %   |
| 10e             | 45,05 %  | 8,31 %   | 21,13 %   | 11,09 %  | 4,95 %   | 4,08 %   |
| 11e             | 43,50 %  | 4,99 %   | 18,69 %   | 13,53 %  | 5,42 %   | 7,63 %   |
|                 |          |          |           |          |          |          |
| TOTAL           | 45,09 %  | 5,29 %   | 21,92 %   | 8,67 %   | 4,20 %   | 8,17 %   |

## Système électoral
Les élections législatives ont lieu au scrutin uninominal majoritaire à deux tours dans des circonscriptions uninominales.
Est élu au premier tour le candidat qui réunit la majorité absolue des suffrages exprimés et un nombre de voix au moins égal au quart (25 %) des électeurs inscrits dans la circonscription. Si aucun des candidats ne satisfait ces conditions, un second tour est organisé entre les candidats ayant réuni un nombre de voix au moins égal à un huitième des inscrits (12,5 %) ; les deux candidats arrivés en tête du premier tour se maintiennent néanmoins par défaut si un seul ou aucun d'entre eux n'a atteint ce seuil. Au second tour, le candidat arrivé en tête est déclaré élu.
Le seuil de qualification basé sur un pourcentage du total des inscrits et non des suffrages exprimés rend plus difficile l'accès au second tour lorsque l'abstention est élevée. Le système permet en revanche l'accès au second tour de plus de deux candidats si plusieurs d'entre eux franchissent le seuil de 12,5 % des inscrits. Les candidats en lice au second tour peuvent ainsi être trois, un cas de figure appelé « triangulaire ». Les second tours où s'affrontent quatre candidats, appelés « quadrangulaire » sont également possibles, mais beaucoup plus rares.

### Partis et nuances
Les résultats des élections sont publiées en France par le ministère de l'Intérieur, qui classe les partis en leur attribuant des nuances politiques. Ces dernières sont décidées par les préfets, qui les attribuent indifféremment de l'étiquette politique déclarée par les candidats, qui peut être celle d'un parti ou une candidature sans étiquette.
En 2022, seuls les coalitions Ensemble (ENS) et Nouvelle Union populaire écologique et sociale (NUPES), ainsi que le Parti radical de gauche (RDG), l'Union des démocrates et indépendants (UDI), Les Républicains (LR), le Rassemblement national (RN) et Reconquête (REC) se voient attribués en 2022 des nuances propres,,.
Tous les autres partis se voient attribués l'une ou l'autre des nuances suivantes : DXG (divers extrême gauche), DVG (divers gauche), ECO (écologiste), REG (régionaliste), DVC (divers centre), DVD (divers droite), DSV (droite souverainiste) et DXD (divers extrême droite). Des partis comme Debout la France ou Lutte ouvrière ne disposent ainsi pas de nuances propres, et leurs résultats nationaux ne sont pas publiés séparément par le ministère, car mélangés avec d'autres partis (respectivement dans les nuances DSV et DXG),.

## Résultats

### Élus
| Circonscription                                 | Député sortant           | Parti ou nuance | Parti ou nuance | Groupe | Député élu ou réélu      | Parti ou nuance | Parti ou nuance | Groupe  |
| ----------------------------------------------- | ------------------------ | --------------- | --------------- | ------ | ------------------------ | --------------- | --------------- | ------- |
| 1re                                             | Roland Lescure           |                 | LREM            | LREM   | Roland Lescure           |                 | LREM            | RE      |
| 2e                                              | Paula Forteza*           |                 | ECO             | NI     | Éléonore Caroit          |                 | LREM            | RE      |
| 3e                                              | Alexandre Holroyd        |                 | LREM            | LREM   | Alexandre Holroyd        |                 | LREM            | RE      |
| 4e                                              | Pieyre-Alexandre Anglade |                 | LREM            | LREM   | Pieyre-Alexandre Anglade |                 | LREM            | RE      |
| 5e                                              | Stéphane Vojetta         |                 | LREM            | LREM   | Stéphane Vojetta         |                 | LREM diss.      | app. RE |
| 6e                                              | Joachim Son-Forget       |                 | DVD             | NI     | Marc Ferracci            |                 | LREM            | RE      |
| 7e                                              | Frédéric Petit           |                 | MoDem           | MoDem  | Frédéric Petit           |                 | MoDem           | DEM     |
| 8e                                              | Meyer Habib              |                 | UDI             | UDI    | Meyer Habib              |                 | UDI             | app. LR |
| 9e                                              | M'jid El Guerrab*        |                 | PRV             | AE     | Karim Ben Cheïkh         |                 | G.s             | ÉCO     |
| 10e                                             | Amal Amélia Lakrafi      |                 | LREM            | LREM   | Amal Amélia Lakrafi      |                 | LREM            | RE      |
| 11e                                             | Anne Genetet             |                 | LREM            | LREM   | Anne Genetet             |                 | LREM            | RE      |
| * député sortant ne se représentant pas en 2022 |                          |                 |                 |        |                          |                 |                 |         |

### Résultats de l'ensemble des circonscriptions

#### Résultats par coalition
| Parti et coalition                                           | Parti et coalition                                           | Parti et coalition                                   | Premier tour | Premier tour | Premier tour | Second tour   | Second tour   | Second tour | Total Sièges  | +/-           |  |
| Parti et coalition                                           | Parti et coalition                                           | Parti et coalition                                   | Voix         | %            | Sièges       | Voix          | %             | Sièges      | Total Sièges  | +/-           |  |
| ------------------------------------------------------------ | ------------------------------------------------------------ | ---------------------------------------------------- | ------------ | ------------ | ------------ | ------------- | ------------- | ----------- | ------------- | ------------- |  |
|                                                              |                                                              | La République en marche (LREM)                       | 97 508       | 30,30        | 0            | 158 390       | 46,23         | 7           | 7             | 2             |  |
|                                                              | Mouvement démocrate (MoDem)                                  | 12 409                                               | 3,86         | 0            | 23 191       | 6,77          | 1             | 1           | en stagnation |               |  |
| Total Ensemble (ENS)                                         | Total Ensemble (ENS)                                         | 109 917                                              | 34,16        | 0            | 181 581      | 53,00         | 8             | 8           | 2             |               |  |
|                                                              |                                                              | La France insoumise (LFI)                            | 43 772       | 13,60        | 0            | 64 581        | 18,85         | 0           | 0             | en stagnation |  |
|                                                              | Europe Écologie Les Verts (EELV)                             | 20 207                                               | 6,28         | 0            | 30 674       | 8,95          | 0             | 0           | en stagnation |               |  |
|                                                              | Parti socialiste (PS)                                        | 13 842                                               | 4,30         | 0            | 20 893       | 6,10          | 0             | 0           | en stagnation |               |  |
|                                                              | Génération.s (G.s)                                           | 6 906                                                | 2,15         | 0            | 11 348       | 3,31          | 1             | 1           | Nv            |               |  |
|                                                              | Parti communiste français (PCF)                              | 6 849                                                | 2,13         | 0            | 10 253       | 2,99          | 0             | 0           | en stagnation |               |  |
| Total Nouvelle Union populaire écologique et sociale (NUPES) | Total Nouvelle Union populaire écologique et sociale (NUPES) | 91 576                                               | 28,46        | 0            | 137 749      | 40,20         | 1             | 1           | 1             |               |  |
|                                                              |                                                              | Les Républicains (LR)                                | 19 314       | 6,00         | 0            |               |               |             | 0             | en stagnation |  |
|                                                              | Union des démocrates et indépendants (UDI)                   | 4 572                                                | 1,42         | 0            | 8 470        | 2,47          | 1             | 1           | en stagnation |               |  |
| Total Union de la droite et du centre (UDC)                  | Total Union de la droite et du centre (UDC)                  | 23 886                                               | 7,42         | 0            | 8 470        | 2,47          | 1             | 1           | en stagnation |               |  |
|                                                              |                                                              | Union des centristes et des écologistes (UCE)        | 19 987       | 6,21         | 0            |               |               |             | 0             | Nv            |  |
|                                                              | Alliance centriste (AC)                                      | 109                                                  | 0,03         | 0            | 0            | Nv            |               |             |               |               |  |
| Total Les écologistes avec la majorité présidentielle (ÉMP)  | Total Les écologistes avec la majorité présidentielle (ÉMP)  | 20 096                                               | 6,24         | 0            | 0            | Nv            |               |             |               |               |  |
|                                                              |                                                              | Reconquête (REC)                                     | 16 800       | 5,22         | 0            | 0             | Nv            |             |               |               |  |
|                                                              | Via, la voie du peuple (VIA)                                 | 2 148                                                | 0,67         | 0            | 0            | en stagnation |               |             |               |               |  |
| Total Reconquête et alliés (REC)                             | Total Reconquête et alliés (REC)                             | 18 948                                               | 5,89         | 0            | 0            | en stagnation |               |             |               |               |  |
|                                                              | Dissidents Ensemble                                          | Dissidents Ensemble                                  | 9 489        | 2,95         | 0            | 14 836        | 4,33          | 1           | 1             | 1             |  |
|                                                              | Rassemblement national (RN)                                  | Rassemblement national (RN)                          | 7 824        | 2,43         | 0            |               |               |             | 0             | en stagnation |  |
|                                                              | Alliance solidaire des Français de l'étranger (ASFE)         | Alliance solidaire des Français de l'étranger (ASFE) | 7 680        | 2,39         | 0            | 0             | Nv            |             |               |               |  |
|                                                              |                                                              | Gauche républicaine et socialiste (GRS)              | 2 480        | 0,77         | 0            | 0             | Nv            |             |               |               |  |
|                                                              | Les Radicaux de gauche (LRDG)                                | 1 444                                                | 0,45         | 0            | 0            | Nv            |               |             |               |               |  |
|                                                              | Mouvement républicain et citoyen (MRC)                       | 1 021                                                | 0,32         | 0            | 0            | Nv            |               |             |               |               |  |
|                                                              | L'Engagement (ENG)                                           | 141                                                  | 0,04         | 0            | 0            | Nv            |               |             |               |               |  |
| Total Fédération de la gauche républicaine (FGR)             | Total Fédération de la gauche républicaine (FGR)             | 5 086                                                | 1,58         | 0            | 0            | Nv            |               |             |               |               |  |
|                                                              | Volt Europa (Volt)                                           | Volt Europa (Volt)                                   | 5 006        | 1,56         | 0            | 0             | Nv            |             |               |               |  |
|                                                              | Parti radical de gauche (PRG)                                | Parti radical de gauche (PRG)                        | 2 327        | 0,72         | 0            | 0             | en stagnation |             |               |               |  |
|                                                              | Parti animaliste (PA)                                        | Parti animaliste (PA)                                | 2 255        | 0,70         | 0            | 0             | en stagnation |             |               |               |  |
|                                                              |                                                              | Les Patriotes (LP)                                   | 1 961        | 0,61         | 0            | 0             | Nv            |             |               |               |  |
| Total Union pour la France (UPF)                             | Total Union pour la France (UPF)                             | 1 961                                                | 0,61         | 0            | 0            | en stagnation |               |             |               |               |  |
|                                                              |                                                              | Cap21                                                | 1 186        | 0,37         | 0            | 0             | en stagnation |             |               |               |  |
|                                                              | Écologie au centre (ÉAC)                                     | 276                                                  | 0,09         | 0            | 0            | en stagnation |               |             |               |               |  |
| Écologie au centre (ÉAC)                                     | Écologie au centre (ÉAC)                                     | 1 462                                                | 0,45         | 0            | 0            | en stagnation |               |             |               |               |  |
|                                                              | Parti pirate (PP)                                            | Parti pirate (PP)                                    | 1 106        | 0,34         | 0            | 0             | en stagnation |             |               |               |  |
|                                                              |                                                              | Espoir RIC 2022 (ER2022)                             | 261          | 0,08         | 0            | 0             | Nv            |             |               |               |  |
|                                                              | Decidemos (DEC)                                              | 94                                                   | 0,03         | 0            | 0            | Nv            |               |             |               |               |  |
| Total Convergence RIC (CRIC)                                 | Total Convergence RIC (CRIC)                                 | 355                                                  | 0,11         | 0            | 0            | Nv            |               |             |               |               |  |
|                                                              |                                                              | Parti breton (PB)                                    | 314          | 0,10         | 0            | 0             | Nv            |             |               |               |  |
| Total Pays unis (PU)                                         | Total Pays unis (PU)                                         | 314                                                  | 0,10         | 0            | 0            | Nv            |               |             |               |               |  |
|                                                              | Résistons (RES)                                              | Résistons (RES)                                      | 258          | 0,08         | 0            | 0             | Nv            |             |               |               |  |
|                                                              |                                                              | Solidarité et progrès (S&P)                          | 122          | 0,04         | 0            | 0             | en stagnation |             |               |               |  |
|                                                              | République souveraine (RS)                                   | 110                                                  | 0,03         | 0            | 0            | Nv            |               |             |               |               |  |
| Total La Raison du Peuple (LRDP)                             | Total La Raison du Peuple (LRDP)                             | 232                                                  | 0,07         | 0            | 0            | en stagnation |               |             |               |               |  |
|                                                              | Le Mouvement de la ruralité (LMR)                            | Le Mouvement de la ruralité (LMR)                    | 155          | 0,05         | 0            | 0             | Nv            |             |               |               |  |
|                                                              |                                                              | Euskal Herria Bai (EH Bai)                           | 66           | 0,02         | 0            | 0             | Nv            |             |               |               |  |
| Total Régions et peuples solidaires (R&PS)                   | Total Régions et peuples solidaires (R&PS)                   | 66                                                   | 0,02         | 0            | 0            | Nv            |               |             |               |               |  |
|                                                              |                                                              | Agissons                                             | 33           | 0,01         | 0            | 0             | Nv            |             |               |               |  |
|                                                              | Tous cœurs de France                                         | 21                                                   | 0,01         | 0            | 0            | Nv            |               |             |               |               |  |
| Total Agissons Tous (AT)                                     | Total Agissons Tous (AT)                                     | 54                                                   | 0,02         | 0            | 0            | Nv            |               |             |               |               |  |
|                                                              | Autres partis                                                | Autres partis                                        | 584          | 0,18         | 0            | 0             | en stagnation |             |               |               |  |
|                                                              | Sans étiquette (SE)                                          | Sans étiquette (SE)                                  | 11 161       | 3,47         | 0            | 0             | en stagnation |             |               |               |  |
|                                                              |                                                              |                                                      |              |              |              |               |               |             |               |               |  |
| Suffrages exprimés                                           | Suffrages exprimés                                           | Suffrages exprimés                                   | 321 798      | 98,80        |              | 342 636       | 95,60         |             |               |               |  |
| Votes blancs                                                 | Votes blancs                                                 | Votes blancs                                         | 3 461        | 1,06         | 14 970       | 4,18          |               |             |               |               |  |
| Votes nuls                                                   | Votes nuls                                                   | Votes nuls                                           | 449          | 0,14         | 804          | 0,22          |               |             |               |               |  |
| Total                                                        | Total                                                        | Total                                                | 325 708      | 100          | 0            | 358 410       | 100           | 11          | 11            | en stagnation |  |
| Abstentions                                                  | Abstentions                                                  | Abstentions                                          | 1 120 925    | 77,49        |              | 1 088 616     | 75,23         |             |               |               |  |
| Inscrits/Participation                                       | Inscrits/Participation                                       | Inscrits/Participation                               | 1 446 633    | 22,51        | 1 447 026    | 24,77         |               |             |               |               |  |

#### Résultats par nuance
| Nuance                 | Nuance                                         | Nuance                 | Premier tour | Premier tour | Premier tour | Second tour | Second tour   | Second tour | Total Sièges | +/-           |  |
| Nuance                 | Nuance                                         | Nuance                 | Voix         | %            | Sièges       | Voix        | %             | Sièges      | Total Sièges | +/-           |  |
| ---------------------- | ---------------------------------------------- | ---------------------- | ------------ | ------------ | ------------ | ----------- | ------------- | ----------- | ------------ | ------------- |  |
|                        | Ensemble !                                     | ENS                    | 109 917      | 34,16        | 0            | 181 581     | 53,00         | 8           | 8            | 2             |  |
|                        | Nouvelle Union populaire écologique et sociale | NUP                    | 91 576       | 28,46        | 0            | 137 749     | 40,20         | 1           | 1            | 1             |  |
|                        | Divers centre                                  | DVC                    | 24 944       | 7,75         | 0            | 14 836      | 4,33          | 1           | 1            | Nv            |  |
|                        | Les Républicains                               | LR                     | 19 314       | 6,00         | 0            |             |               |             | 0            | en stagnation |  |
|                        | Reconquête                                     | REC                    | 18 948       | 5,89         | 0            | 0           | Nv            |             |              |               |  |
|                        | Divers                                         | DIV                    | 13 607       | 4,23         | 0            | 0           | en stagnation |             |              |               |  |
|                        | Divers droite                                  | DVD                    | 12 874       | 4,00         | 0            | 0           | en stagnation |             |              |               |  |
|                        | Ecologistes                                    | ECO                    | 8 669        | 2,69         | 0            | 0           | en stagnation |             |              |               |  |
|                        | Rassemblement national                         | RN                     | 7 824        | 2,43         | 0            | 0           | en stagnation |             |              |               |  |
|                        | Divers gauche                                  | DVG                    | 6 968        | 2,17         | 0            | 0           | en stagnation |             |              |               |  |
|                        | Union des démocrates et indépendants           | UDI                    | 4 572        | 1,42         | 0            | 8 470       | 2,47          | 1           | 1            | en stagnation |  |
|                        | Droite souverainiste                           | DSV                    | 1 533        | 0,48         | 0            |             |               |             | 0            | en stagnation |  |
|                        | Régionaliste                                   | REG                    | 641          | 0,20         | 0            | 0           | en stagnation |             |              |               |  |
|                        | Parti radical de gauche                        | RDG                    | 310          | 0,10         | 0            | 0           | en stagnation |             |              |               |  |
|                        | Divers extrême droite                          | DXD                    | 101          | 0,03         | 0            | 0           | en stagnation |             |              |               |  |
|                        |                                                |                        |              |              |              |             |               |             |              |               |  |
| Suffrages exprimés     | Suffrages exprimés                             | Suffrages exprimés     | 321 798      | 98,80        |              | 342 636     | 95,60         |             |              |               |  |
| Votes blancs           | Votes blancs                                   | Votes blancs           | 3 461        | 1,06         | 14 970       | 4,18        |               |             |              |               |  |
| Votes nuls             | Votes nuls                                     | Votes nuls             | 449          | 0,14         | 804          | 0,22        |               |             |              |               |  |
| Total                  | Total                                          | Total                  | 325 708      | 100          | 0            | 358 410     | 100           | 11          | 11           | en stagnation |  |
| Abstentions            | Abstentions                                    | Abstentions            | 1 120 925    | 77,49        |              | 1 088 616   | 75,23         |             |              |               |  |
| Inscrits/Participation | Inscrits/Participation                         | Inscrits/Participation | 1 446 633    | 22,51        | 1 447 026    | 24,77       |               |             |              |               |  |

### Résultats par circonscription

#### Première circonscription
Député sortant : Roland Lescure (La République en marche).
| Candidat                 | Candidat                 | Parti et coalition       | Nuance                   | Premier tour | Premier tour | Second tour | Second tour |
| Candidat                 | Candidat                 | Parti et coalition       | Nuance                   | Voix         | %            | Voix        | %           |
| ------------------------ | ------------------------ | ------------------------ | ------------------------ | ------------ | ------------ | ----------- | ----------- |
|                          | Roland Lescure           | LREM (ENS)               | ENS                      | 18 236       | 35,88        | 30 268      | 55,63       |
|                          | Florence Roger           | LFI (NUPES)              | NUP                      | 16 993       | 33,43        | 24 145      | 44,37       |
|                          | Gérard Michon            | UCE (ÉMP)                | DVD                      | 5 439        | 10,70        |             |             |
|                          | Franck Bondrille         | ASFE                     | DVD                      | 2 699        | 5,31         |             |             |
|                          | Alain Ouelhadj           | REC                      | REC                      | 2 620        | 5,15         |             |             |
|                          | Patrick Caraco           | LR (UDC)                 | LR                       | 2 381        | 4,68         |             |             |
|                          | Jennifer Adam            | RN                       | RN                       | 1 013        | 1,99         |             |             |
|                          | James Regis              | LP (UPF)                 | DSV                      | 498          | 0,98         |             |             |
|                          | Isabelle Amaglio-Térisse | LRDG (FGR)               | DVG                      | 482          | 0,95         |             |             |
|                          | Emmanuel Itier           | RES                      | DVD                      | 258          | 0,51         |             |             |
|                          | Yann Réminiac            | PB (PU)                  | REG                      | 172          | 0,34         |             |             |
|                          | Laisely Parat-Edom       | PRG                      | RDG                      | 37           | 0,07         |             |             |
|                          |                          |                          |                          |              |              |             |             |
| Votes valides            | Votes valides            | Votes valides            | Votes valides            | 50 828       | 98,91        | 54 413      | 96,40       |
| Votes blancs             | Votes blancs             | Votes blancs             | Votes blancs             | 518          | 1,01         | 1 961       | 3,47        |
| Votes nuls               | Votes nuls               | Votes nuls               | Votes nuls               | 41           | 0,08         | 69          | 0,12        |
| Total                    | Total                    | Total                    | Total                    | 51 387       | 100          | 56 443      | 100         |
| Abstention               | Abstention               | Abstention               | Abstention               | 189 591      | 78,68        | 184 549     | 76,58       |
| Inscrits / participation | Inscrits / participation | Inscrits / participation | Inscrits / participation | 240 978      | 21,32        | 240 992     | 23,42       |

#### Deuxième circonscription
Députée sortante : Paula Forteza (Indépendante après avoir été élue en 2017 sous l'étiquette La République en marche), qui ne se représente pas.
| Candidat                 | Candidat                 | Parti et coalition       | Nuance                   | Premier tour | Premier tour | Second tour | Second tour |
| Candidat                 | Candidat                 | Parti et coalition       | Nuance                   | Voix         | %            | Voix        | %           |
| ------------------------ | ------------------------ | ------------------------ | ------------------------ | ------------ | ------------ | ----------- | ----------- |
|                          | Éléonore Caroit          | LREM (ENS)               | ENS                      | 3 836        | 34,57        | 6 737       | 57,42       |
|                          | Christian Rodriguez      | LFI (NUPES)              | NUP                      | 3 129        | 28,20        | 4 996       | 42,58       |
|                          | Bertrand Dupont          | LR (UDC)                 | LR                       | 1 359        | 12,25        |             |             |
|                          | Yves Thorailler          | REC                      | REC                      | 700          | 6,31         |             |             |
|                          | Tim Laurence             | SE                       | ECO                      | 675          | 6,08         |             |             |
|                          | Martin Biurrun           | UCE (ÉMP)                | DVC                      | 524          | 4,72         |             |             |
|                          | Léa Lefèbvre             | RN                       | RN                       | 240          | 2,16         |             |             |
|                          | Jeoffrey Collard         | FHF                      | DIV                      | 227          | 2,05         |             |             |
|                          | Isabelle Piat-Guibert    | ENG (FGR)                | DVG                      | 141          | 1,27         |             |             |
|                          | Vanessa Saussay          | DEC (CRIC)               | DIV                      | 94           | 0,85         |             |             |
|                          | Pierre Vanier            | PP                       | DIV                      | 84           | 0,76         |             |             |
|                          | Michel Trigalleau        | SE                       | DIV                      | 37           | 0,33         |             |             |
|                          | Thérèse Marianne-Pépin   | PRG                      | RDG                      | 25           | 0,23         |             |             |
|                          | Salvador Ribeiro         | SE                       | DIV                      | 24           | 0,22         |             |             |
|                          |                          |                          |                          |              |              |             |             |
| Votes valides            | Votes valides            | Votes valides            | Votes valides            | 11 095       | 98,31        | 11 733      | 95,24       |
| Votes blancs             | Votes blancs             | Votes blancs             | Votes blancs             | 150          | 1,33         | 530         | 4,30        |
| Votes nuls               | Votes nuls               | Votes nuls               | Votes nuls               | 41           | 0,36         | 57          | 0,46        |
| Total                    | Total                    | Total                    | Total                    | 11 286       | 100          | 12 320      | 100         |
| Abstention               | Abstention               | Abstention               | Abstention               | 64 324       | 85,07        | 63 301      | 83,71       |
| Inscrits / participation | Inscrits / participation | Inscrits / participation | Inscrits / participation | 75 610       | 14,93        | 75 621      | 16,29       |

Le 20 janvier 2023, le Conseil constitutionnel a invalidé l'élection pour cause de défaillance dans le système de vote électronique. À la suite d’élections partielles en avril 2023, Éléonore Caroit de La République en marche est confirmée lors d'un second tour l'opposant de nouveau au candidat de La France insoumise.

#### Troisième circonscription
Député sortant : Alexandre Holroyd (La République en marche).
| Candidat                 | Candidat                 | Parti et coalition       | Nuance                   | Premier tour | Premier tour | Second tour | Second tour |
| Candidat                 | Candidat                 | Parti et coalition       | Nuance                   | Voix         | %            | Voix        | %           |
| ------------------------ | ------------------------ | ------------------------ | ------------------------ | ------------ | ------------ | ----------- | ----------- |
|                          | Alexandre Holroyd        | LREM (ENS)               | ENS                      | 16 238       | 38,51        | 24 749      | 55,80       |
|                          | Charlotte Minvielle (d)  | EÉLV (NUPES)             | NUP                      | 13 265       | 31,46        | 19 601      | 44,20       |
|                          | Laurence Helaili-Chapuis | SE                       | DVC                      | 3 623        | 8,59         |             |             |
|                          | Artus Galiay             | LR (UDC)                 | LR                       | 2 302        | 5,46         |             |             |
|                          | Assamahou Lamarre        | UCE (ÉMP)                | DIV                      | 1 998        | 4,74         |             |             |
|                          | Margaux Darrieus         | REC                      | REC                      | 1 474        | 3,50         |             |             |
|                          | Valérie Romboni          | GRS (FGR)                | DVG                      | 1 095        | 2,60         |             |             |
|                          | Willy Begon              | RN                       | RN                       | 698          | 1,66         |             |             |
|                          | Aude Cazein              | Volt                     | DIV                      | 689          | 1,63         |             |             |
|                          | Thomas Lepeltier         | PA                       | ECO                      | 584          | 1,39         |             |             |
|                          | Coralie Bailly           | PRG                      | RDG                      | 195          | 0,46         |             |             |
|                          |                          |                          |                          |              |              |             |             |
| Votes valides            | Votes valides            | Votes valides            | Votes valides            | 42 161       | 99,18        | 44 350      | 97,34       |
| Votes blancs             | Votes blancs             | Votes blancs             | Votes blancs             | 319          | 0,75         | 1 170       | 2,57        |
| Votes nuls               | Votes nuls               | Votes nuls               | Votes nuls               | 30           | 0,07         | 43          | 0,09        |
| Total                    | Total                    | Total                    | Total                    | 42 510       | 100          | 45 563      | 100         |
| Abstention               | Abstention               | Abstention               | Abstention               | 106 129      | 71,40        | 103 099     | 69,35       |
| Inscrits / participation | Inscrits / participation | Inscrits / participation | Inscrits / participation | 148 639      | 28,60        | 148 662     | 30,65       |

#### Quatrième circonscription
Député sortant : Pieyre-Alexandre Anglade (La République en marche).
| Candidat                 | Candidat                 | Parti et coalition       | Nuance                   | Premier tour | Premier tour | Second tour | Second tour |
| Candidat                 | Candidat                 | Parti et coalition       | Nuance                   | Voix         | %            | Voix        | %           |
| ------------------------ | ------------------------ | ------------------------ | ------------------------ | ------------ | ------------ | ----------- | ----------- |
|                          | Pieyre-Alexandre Anglade | LREM (ENS)               | ENS                      | 16 597       | 38,93        | 25 694      | 55,15       |
|                          | Cécilia Gondard          | PS (NUPES)               | NUP                      | 13 842       | 32,47        | 20 893      | 44,85       |
|                          | Geneviève Machicote      | LR (UDC)                 | LR                       | 2 510        | 5,89         |             |             |
|                          | Marie-Josée Mabasi       | UCE (ÉMP)                | DVC                      | 2 244        | 5,26         |             |             |
|                          | Anne-Catherine Girard    | VIA                      | REC                      | 2 148        | 5,04         |             |             |
|                          | Cédric Deverchère        | Volt                     | DIV                      | 1 600        | 3,75         |             |             |
|                          | Emmanuelle Cuignet       | RN                       | RN                       | 1 402        | 3,29         |             |             |
|                          | Catherine Coutard        | MRC (FGR)                | DVG                      | 1 021        | 2,39         |             |             |
|                          | Valentin Thévenot        | PA                       | DIV                      | 647          | 1,52         |             |             |
|                          | Gaëlle Cronel            | PP                       | DIV                      | 625          | 1,47         |             |             |
|                          |                          |                          |                          |              |              |             |             |
| Votes valides            | Votes valides            | Votes valides            | Votes valides            | 42 636       | 98,99        | 46 587      | 96,52       |
| Votes blancs             | Votes blancs             | Votes blancs             | Votes blancs             | 405          | 0,94         | 1 615       | 3,35        |
| Votes nuls               | Votes nuls               | Votes nuls               | Votes nuls               | 28           | 0,07         | 67          | 0,14        |
| Total                    | Total                    | Total                    | Total                    | 43 069       | 100          | 48 269      | 100         |
| Abstention               | Abstention               | Abstention               | Abstention               | 105 127      | 70,94        | 99 902      | 67,42       |
| Inscrits / participation | Inscrits / participation | Inscrits / participation | Inscrits / participation | 148 196      | 29,06        | 148 171     | 32,58       |

#### Cinquième circonscription
Député sortant : Stéphane Vojetta (La République en marche avant d'être exclu pour dissidence), élu en 2017 comme suppléant de Samantha Cazebonne (La République en marche), devenue sénatrice en 2021.
| Candidat                 | Candidat                       | Parti et coalition       | Nuance                   | Premier tour | Premier tour | Second tour | Second tour |
| Candidat                 | Candidat                       | Parti et coalition       | Nuance                   | Voix         | %            | Voix        | %           |
| ------------------------ | ------------------------------ | ------------------------ | ------------------------ | ------------ | ------------ | ----------- | ----------- |
|                          | Renaud Le Berre                | EELV (NUPES)             | NUP                      | 6 942        | 27,89        | 11 073      | 42,74       |
|                          | Stéphane Vojetta               | LREM diss.               | DVC                      | 6 123        | 24,60        | 14 836      | 57,26       |
|                          | Manuel Valls                   | LREM (ENS)               | ENS                      | 4 024        | 16,17        |             |             |
|                          | Nicolas Chamoux                | REC                      | REC                      | 1 931        | 7,76         |             |             |
|                          | Laurent Goater                 | LR (UDC)                 | LR                       | 1 775        | 7,13         |             |             |
|                          | José Sánchez Pérez             | UCE (ÉMP)                | ECO                      | 1 085        | 4,36         |             |             |
|                          | Serge Bies                     | RN                       | RN                       | 999          | 4,01         |             |             |
|                          | Claire Behar                   | SE                       | DIV                      | 665          | 2,67         |             |             |
|                          | Maria Isabel de Sousa Teixeira | LRDG (FGR)               | DVG                      | 510          | 2,05         |             |             |
|                          | Marc Ridelle                   | LP (UPF)                 | DSV                      | 396          | 1,59         |             |             |
|                          | Robin Fontaine                 | Volt                     | DIV                      | 375          | 1,51         |             |             |
|                          | Garbiñe Eraso                  | EH Bai (R&PS)            | REG                      | 66           | 0,27         |             |             |
|                          |                                |                          |                          |              |              |             |             |
| Votes valides            | Votes valides                  | Votes valides            | Votes valides            | 24 891       | 98,79        | 25 909      | 95,03       |
| Votes blancs             | Votes blancs                   | Votes blancs             | Votes blancs             | 278          | 1,10         | 1 287       | 4,72        |
| Votes nuls               | Votes nuls                     | Votes nuls               | Votes nuls               | 28           | 0,11         | 69          | 0,25        |
| Total                    | Total                          | Total                    | Total                    | 25 197       | 100          | 27 265      | 100         |
| Abstention               | Abstention                     | Abstention               | Abstention               | 79 852       | 76,01        | 77 767      | 74,04       |
| Inscrits / participation | Inscrits / participation       | Inscrits / participation | Inscrits / participation | 105 049      | 23,99        | 105 032     | 25,96       |

#### Sixième circonscription
Député sortant : Joachim Son-Forget (Divers droite,). Il est élu en 2017 sous l'étiquette de La République en marche avant de rejoindre le parti Reconquête en 2022, dont il s'éloigne après la défaite d'Éric Zemmour à la présidentielle.
| Candidat                 | Candidat                 | Parti et coalition       | Nuance                   | Premier tour | Premier tour | Second tour | Second tour |
| Candidat                 | Candidat                 | Parti et coalition       | Nuance                   | Voix         | %            | Voix        | %           |
| ------------------------ | ------------------------ | ------------------------ | ------------------------ | ------------ | ------------ | ----------- | ----------- |
|                          | Marc Ferracci,           | LREM (ENS)               | ENS                      | 12 233       | 36,49        | 23 441      | 64,97       |
|                          | Magali Mangin            | LFI (NUPES)              | NUP                      | 6 798        | 20,28        | 12 638      | 35,03       |
|                          | Roxane Corbran           | UCE (ÉMP)                | DVC                      | 2 988        | 8,91         |             |             |
|                          | Régine Mazloum-Martin,   | LR (UDC)                 | LR                       | 2 866        | 8,55         |             |             |
|                          | Philippe Tissot          | REC                      | REC                      | 2 210        | 6,59         |             |             |
|                          | Guillaume Grosso         | PRG                      | DVG                      | 2 017        | 6,02         |             |             |
|                          | Joachim Son-Forget       | SE                       | DVD                      | 1 503        | 4,48         |             |             |
|                          | Chantal Rusail           | RN                       | RN                       | 1 297        | 3,87         |             |             |
|                          | Jérôme Dumarty           | PA                       | DIV                      | 427          | 1,27         |             |             |
|                          | Ernest Priarollo         | PRT                      | DVD                      | 357          | 1,06         |             |             |
|                          | Michèle Sellès Lefranc   | LRDG (FGR)               | DVG                      | 336          | 1,00         |             |             |
|                          | Arnaud Dorthe            | ER2022 (CRIC)            | REG                      | 261          | 0,78         |             |             |
|                          | Danielle Mengue          | LMR                      | DVD                      | 155          | 0,46         |             |             |
|                          | Jean-Philippe Clavel     | SE                       | DIV                      | 66           | 0,20         |             |             |
|                          | Olivier Bernard          | SE                       | DIV                      | 13           | 0,04         |             |             |
|                          |                          |                          |                          |              |              |             |             |
| Votes valides            | Votes valides            | Votes valides            | Votes valides            | 33 527       | 98,89        | 36 079      | 94,61       |
| Votes blancs             | Votes blancs             | Votes blancs             | Votes blancs             | 337          | 0,99         | 1 973       | 5,17        |
| Votes nuls               | Votes nuls               | Votes nuls               | Votes nuls               | 39           | 0,12         | 84          | 0,22        |
| Total                    | Total                    | Total                    | Total                    | 33 903       | 100          | 38 136      | 100         |
| Abstention               | Abstention               | Abstention               | Abstention               | 115 918      | 77,37        | 111 941     | 74,59       |
| Inscrits / participation | Inscrits / participation | Inscrits / participation | Inscrits / participation | 149 821      | 22,63        | 150 077     | 25,41       |

#### Septième circonscription
Député sortant : Frédéric Petit (Mouvement démocrate).
| Candidat                 | Candidat                 | Parti et coalition       | Nuance                   | Premier tour | Premier tour | Second tour | Second tour |
| Candidat                 | Candidat                 | Parti et coalition       | Nuance                   | Voix         | %            | Voix        | %           |
| ------------------------ | ------------------------ | ------------------------ | ------------------------ | ------------ | ------------ | ----------- | ----------- |
|                          | Frédéric Petit           | MoDem (ENS)              | ENS                      | 12 409       | 34,58        | 23 191      | 60,21       |
|                          | Asma Rharmaoui-Claquin   | LFI (NUPES)              | NUP                      | 9 353        | 26,06        | 15 328      | 39,79       |
|                          | Tatiana Botéva-Malo      | UCE (ÉMP)                | ECO                      | 2 582        | 7,19         |             |             |
|                          | Bernard Geiter           | SE                       | DVC                      | 2 043        | 5,69         |             |             |
|                          | Valérie Chartrain        | Volt                     | DIV                      | 1 783        | 4,97         |             |             |
|                          | Vassili Le Moigne        | ASFE                     | DVD                      | 1 453        | 4,05         |             |             |
|                          | Philippe Deswel          | LR (UDC)                 | LR                       | 1 391        | 3,88         |             |             |
|                          | Sophie Loobuyck          | REC                      | REC                      | 1 333        | 3,71         |             |             |
|                          | Thierry Deneuve          | Cap21                    | ECO                      | 1 021        | 2,84         |             |             |
|                          | Sophie Chédiac           | GRS (FGR)                | DVG                      | 678          | 1,89         |             |             |
|                          | Mathilde Dumas           | RN                       | RN                       | 460          | 1,28         |             |             |
|                          | Alexandre La Roque       | LP (UPF)                 | DIV                      | 428          | 1,19         |             |             |
|                          | Félix Drouet             | PP                       | DIV                      | 397          | 1,11         |             |             |
|                          | Jérôme Segal             | PA                       | ECO                      | 370          | 1,03         |             |             |
|                          | Guy Patton               | PB (PU)                  | REG                      | 142          | 0,40         |             |             |
|                          | Lucas Fonck              | RS (LRDP)                | DVD                      | 45           | 0,13         |             |             |
|                          |                          |                          |                          |              |              |             |             |
| Votes valides            | Votes valides            | Votes valides            | Votes valides            | 35 888       | 99,11        | 38 519      | 96,49       |
| Votes blancs             | Votes blancs             | Votes blancs             | Votes blancs             | 268          | 0,74         | 1 317       | 3,30        |
| Votes nuls               | Votes nuls               | Votes nuls               | Votes nuls               | 54           | 0,15         | 85          | 0,21        |
| Total                    | Total                    | Total                    | Total                    | 36 210       | 100          | 39 921      | 100         |
| Abstention               | Abstention               | Abstention               | Abstention               | 87 199       | 70,66        | 83 482      | 67,65       |
| Inscrits / participation | Inscrits / participation | Inscrits / participation | Inscrits / participation | 123 409      | 29,34        | 123 403     | 32,35       |

#### Huitième circonscription
Député sortant : Meyer Habib (Union des démocrates et indépendants).
| Candidat                 | Candidat                 | Parti et coalition       | Nuance                   | Premier tour | Premier tour | Second tour | Second tour |
| Candidat                 | Candidat                 | Parti et coalition       | Nuance                   | Voix         | %            | Voix        | %           |
| ------------------------ | ------------------------ | ------------------------ | ------------------------ | ------------ | ------------ | ----------- | ----------- |
|                          | Meyer Habib              | UDI (UDC)                | UDI                      | 4 572        | 28,85        | 8 470       | 50,58       |
|                          | Deborah Abisror-de Lieme | LREM (ENS)               | ENS                      | 4 402        | 27,78        | 8 277       | 49,42       |
|                          | Isabelle Rivolet         | LFI (NUPES)              | NUP                      | 2 986        | 18,84        |             |             |
|                          | Serge Siksik             | REC                      | REC                      | 1 095        | 6,91         |             |             |
|                          | Milad Ezabadi            | UCE (ÉMP)                | DIV                      | 793          | 5,00         |             |             |
|                          | Léa Agathe Hetz          | Volt                     | DIV                      | 559          | 3,53         |             |             |
|                          | Hélène Lehmann           | GRS (FGR)                | DIV                      | 470          | 2,97         |             |             |
|                          | Marie-Françoise Carbonne | RN                       | RN                       | 296          | 1,87         |             |             |
|                          | Rachel Touitou           | PA                       | ECO                      | 227          | 1,43         |             |             |
|                          | José Garson              | HOR diss.                | DVC                      | 205          | 1,29         |             |             |
|                          | Florence Collet          | SE                       | DIV                      | 124          | 0,78         |             |             |
|                          | Florian Picod            | RS (LRDP)                | DVG                      | 65           | 0,41         |             |             |
|                          | Margaux Serbat           | PRG                      | RDG                      | 53           | 0,33         |             |             |
|                          |                          |                          |                          |              |              |             |             |
| Votes valides            | Votes valides            | Votes valides            | Votes valides            | 15 847       | 98,78        | 16 747      | 91,60       |
| Votes blancs             | Votes blancs             | Votes blancs             | Votes blancs             | 180          | 1,12         | 1 468       | 8,03        |
| Votes nuls               | Votes nuls               | Votes nuls               | Votes nuls               | 16           | 0,10         | 68          | 0,37        |
| Total                    | Total                    | Total                    | Total                    | 16 043       | 100          | 18 283      | 100         |
| Abstention               | Abstention               | Abstention               | Abstention               | 115 176      | 87,77        | 112 933     | 86,07       |
| Inscrits / participation | Inscrits / participation | Inscrits / participation | Inscrits / participation | 131 219      | 12,23        | 131 216     | 13,93       |

Le 3 février 2023, le Conseil constitutionnel a invalidé l'élection pour irrégularités. À la suite d’élections partielles en avril 2023, Meyer Habib de l'Union des démocrates et indépendants est confirmé lors d'un second tour l'opposant de nouveau à la candidate de Renaissance.

#### Neuvième circonscription
Député sortant : M'jid El Guerrab (Parti radical).
| Candidat                 | Candidat                 | Parti et coalition       | Nuance                   | Premier tour | Premier tour | Second tour | Second tour |
| Candidat                 | Candidat                 | Parti et coalition       | Nuance                   | Voix         | %            | Voix        | %           |
| ------------------------ | ------------------------ | ------------------------ | ------------------------ | ------------ | ------------ | ----------- | ----------- |
|                          | Karim Ben Cheïkh         | G.s (NUPES)              | NUP                      | 6 906        | 39,99        | 11 348      | 54,07       |
|                          | Élisabeth Moreno         | LREM (ENS)               | ENS                      | 4 845        | 28,06        | 9 639       | 45,93       |
|                          | Mehdi Reddad             | Horizons diss.           | DVC                      | 1 072        | 6,21         |             |             |
|                          | Nathalie Amiot           | REC                      | REC                      | 949          | 5,50         |             |             |
|                          | Mohamed Oulkhouir        | ASFE                     | DVD                      | 902          | 5,22         |             |             |
|                          | Naïma M'Faddel           | LR (UDC)                 | LR                       | 798          | 4,62         |             |             |
|                          | David Azoulay            | LREM diss.               | DVC                      | 310          | 1,80         |             |             |
|                          | Ludivine Sordet          | RN                       | RN                       | 257          | 1,49         |             |             |
|                          | Samira Herbal            | UCE (ÉMP)                | DVC                      | 215          | 1,25         |             |             |
|                          | Thiaba Bruni             | Cap21                    | DVG                      | 165          | 0,96         |             |             |
|                          | M'jid El Guerrab         | PRV diss.                | DVC                      | 126          | 0,73         |             |             |
|                          | Émilie Marchès-Ouzitane  | LRDG (FGR)               | DVG                      | 116          | 0,67         |             |             |
|                          | Fatou Sagna Sow          | AC (ÉMP)                 | DVC                      | 109          | 0,63         |             |             |
|                          | Jean-Claude Martinez     | SE                       | DXD                      | 101          | 0,58         |             |             |
|                          | Rachida Kaaout           | LREM diss.               | DVC                      | 90           | 0,52         |             |             |
|                          | Oumar Ba                 | MoDem diss.              | DVC                      | 86           | 0,50         |             |             |
|                          | Ahmed Eddaraz            | LREM diss.               | DVC                      | 61           | 0,35         |             |             |
|                          | Sébastien Périmony       | S&P (LRDP)               | DVG                      | 59           | 0,34         |             |             |
|                          | Nacim Bendeddouche       | SE                       | DVG                      | 46           | 0,27         |             |             |
|                          | Jean-Claude Fontanive,   | Agissons (AT)            | DIV                      | 33           | 0,19         |             |             |
|                          | Camille Zouon            | SE                       | DIV                      | 14           | 0,08         |             |             |
|                          | Hassan Ben M'Barek       | SE                       | DIV                      | 8            | 0,05         |             |             |
|                          |                          |                          |                          |              |              |             |             |
| Votes valides            | Votes valides            | Votes valides            | Votes valides            | 17 268       | 97,39        | 20 987      | 96,08       |
| Votes blancs             | Votes blancs             | Votes blancs             | Votes blancs             | 392          | 2,21         | 795         | 3,64        |
| Votes nuls               | Votes nuls               | Votes nuls               | Votes nuls               | 70           | 0,39         | 62          | 0,28        |
| Total                    | Total                    | Total                    | Total                    | 17 730       | 100          | 21 844      | 100         |
| Abstention               | Abstention               | Abstention               | Abstention               | 102 826      | 85,29        | 98 709      | 81,88       |
| Inscrits / participation | Inscrits / participation | Inscrits / participation | Inscrits / participation | 120 556      | 14,71        | 120 553     | 18,12       |

Le 20 janvier 2023, le Conseil constitutionnel a invalidé l'élection pour cause de défaillance dans le système de vote électronique. À la suite d’élections partielles en avril 2023, Karim Ben Cheïkh de Génération.s est confirmé lors d'un second tour l'opposant à une candidate de Renaissance.

#### Dixième circonscription
Députée sortante : Amal Amélia Lakrafi (La République en marche).
| Candidat                 | Candidat                 | Parti et coalition       | Nuance                   | Premier tour | Premier tour | Second tour | Second tour |
| Candidat                 | Candidat                 | Parti et coalition       | Nuance                   | Voix         | %            | Voix        | %           |
| ------------------------ | ------------------------ | ------------------------ | ------------------------ | ------------ | ------------ | ----------- | ----------- |
|                          | Amal Amélia Lakrafi      | LREM (ENS)               | ENS                      | 6 558        | 32,75        | 13 048      | 63,58       |
|                          | Chantal Moussa           | LFI (NUPES)              | NUP                      | 4 513        | 22,54        | 7 474       | 36,42       |
|                          | Aurélie Pirillo          | LR (UDC)                 | LR                       | 2172         | 10,85        |             |             |
|                          | Georges Azar             | REC                      | REC                      | 1702         | 8,50         |             |             |
|                          | Caline Maaraoui          | SE                       | DIV                      | 1110         | 5,54         |             |             |
|                          | Alain Taïeb              | SE                       | DVC                      | 1083         | 5,41         |             |             |
|                          | Élisabeth Darvish        | HOR diss.                | DVC                      | 777          | 3,88         |             |             |
|                          | Ali Camille Hojeij       | HOR diss.                | DVC                      | 639          | 3,19         |             |             |
|                          | Deborah Raumain          | RN                       | RN                       | 420          | 2,10         |             |             |
|                          | Viviane Zinzindohoué     | EAC                      | ECO                      | 276          | 1,38         |             |             |
|                          | Regina Malonga-Ducellier | UCE (ÉMP)                | DIV                      | 270          | 1,35         |             |             |
|                          | Caroline Dugué           | GRS (FGR)                | DVG                      | 237          | 1,18         |             |             |
|                          | Ubah Waberi-Askar        | LP (UPF)                 | DSV                      | 158          | 0,79         |             |             |
|                          | Odile Mojon-Cheminade    | S&P (LRDP)               | DVD                      | 63           | 0,31         |             |             |
|                          | Justin Doudy             | SE                       | DIV                      | 26           | 0,13         |             |             |
|                          | Sérilo Looky,            | TCF (AT)                 | DIV                      | 21           | 0,10         |             |             |
|                          |                          |                          |                          |              |              |             |             |
| Votes valides            | Votes valides            | Votes valides            | Votes valides            | 20 025       | 98,35        | 20 522      | 94,32       |
| Votes blancs             | Votes blancs             | Votes blancs             | Votes blancs             | 290          | 1,42         | 1 136       | 5,22        |
| Votes nuls               | Votes nuls               | Votes nuls               | Votes nuls               | 45           | 0,22         | 99          | 0,46        |
| Total                    | Total                    | Total                    | Total                    | 20 360       | 100          | 21 757      | 100         |
| Abstention               | Abstention               | Abstention               | Abstention               | 83 943       | 80,48        | 82 695      | 79,17       |
| Inscrits / participation | Inscrits / participation | Inscrits / participation | Inscrits / participation | 104 303      | 19,52        | 104 452     | 20,83       |

#### Onzième circonscription
Députée sortante : Anne Genetet (La République en marche).
| Candidat                 | Candidat                 | Parti et coalition       | Nuance                   | Premier tour | Premier tour | Second tour | Second tour |
| Candidat                 | Candidat                 | Parti et coalition       | Nuance                   | Voix         | %            | Voix        | %           |
| ------------------------ | ------------------------ | ------------------------ | ------------------------ | ------------ | ------------ | ----------- | ----------- |
|                          | Anne Genetet             | LREM (ENS)               | ENS                      | 10 539       | 38,14        | 16 537      | 61,73       |
|                          | Dominique Vidal          | PCF (NUPES)              | NUP                      | 6 849        | 24,79        | 10 253      | 38,27       |
|                          | Marc Guyon               | REC                      | REC                      | 2 786        | 10,08        |             |             |
|                          | Pascal Gentil            | ASFE                     | DVC                      | 2 626        | 9,50         |             |             |
|                          | Christine Vial-Kayser    | UCE (ÉMP)                | ECO                      | 1 849        | 6,69         |             |             |
|                          | Catya Martin             | LR (UDC)                 | LR                       | 1 760        | 6,37         |             |             |
|                          | Olivier Burlotte         | RN                       | RN                       | 742          | 2,69         |             |             |
|                          | Tamila Tapayeva          | LP (UPF)                 | DSV                      | 481          | 1,74         |             |             |
|                          |                          |                          |                          |              |              |             |             |
| Votes valides            | Votes valides            | Votes valides            | Votes valides            | 27 632       | 98,64        | 26 790      | 93,64       |
| Votes blancs             | Votes blancs             | Votes blancs             | Votes blancs             | 324          | 1,16         | 1 718       | 6,01        |
| Votes nuls               | Votes nuls               | Votes nuls               | Votes nuls               | 57           | 0,20         | 101         | 0,35        |
| Total                    | Total                    | Total                    | Total                    | 28 013       | 100          | 28 609      | 100         |
| Abstention               | Abstention               | Abstention               | Abstention               | 70 840       | 71,66        | 70 238      | 71,06       |
| Inscrits / participation | Inscrits / participation | Inscrits / participation | Inscrits / participation | 98 853       | 28,34        | 98 847      | 28,94       |